# 岩木丸 (1942年)
岩木丸（いわきまる）は、かつて北日本汽船/大阪商船が運行していた貨物船。太平洋戦争中、海軍省により徴傭され輸送任務中に撃沈された。
船名は、北日本汽船/大阪商船が取得した船としては唯一のもの。

## 船歴
岩木丸は北日本汽船から播磨造船所に発注され、1941年（昭和16年）3月15日、播磨造船所相生工場で建造番号303番船として起工。1942年（昭和17年）4月28日、進水。6月29日、同所で竣工。
12月6日、岩木丸は横須賀在泊中に日本海軍により徴傭され、横須賀鎮守府所管の海軍一般徴用船(雑用船)となる。8日、東京へ回航。11日大井、同日鳥羽、14日呉、16日大阪、19日門司、23日大連、31日所安群島にそれぞれ寄港。
1943年（昭和18年）1月5日横浜、11日室蘭、19日函館、22日東京、26日横須賀にそれぞれ寄港。
2月2日父島、6日硫黄島、28日父島にそれぞれ寄港。
3月4日横須賀、11日函館、12日小樽、16日函館、20日東京、27日小樽、31日函館にそれぞれ寄港。
4月3日東京、13日小樽、18日油谷湾、20日大阪、22日広畑、26日八幡、29日長崎にそれぞれ寄港。
5月2日佐世保、7日群山、10日青島、19日徳山、23日大阪、28日門司、29日釜山にそれぞれ寄港。
6月6日大湊、11日函館、16日釧路、21日択捉島天寧、25日松輪島、27日幌筵島武蔵湾、30日占守島長崎湾にそれぞれ寄港。
7月1日占守島片岡湾、5日武蔵湾、7日幌筵島擢鉢湾、8日武蔵湾、24日小樽、26日函館、31日青森にそれぞれ寄港。
8月4日小樽、9日片岡湾、12日武蔵湾、20日擢鉢湾、31日幌筵島乙前湾にそれぞれ寄港。
9月5日函館、9日青森、同日大湊、16日小樽にそれぞれ寄港。20日から21日まで神風の護衛を受ける。21日武蔵湾、同日擢鉢湾、30日武蔵湾にそれぞれ寄港。
10月11日片岡湾、13日擢鉢湾、17日武蔵湾、18日片岡湾にそれぞれ寄港。20日、石垣の護衛を受けカニ漁母船笠戸丸らとともに幌筵発。24日小樽、26日函館、31日青森にそれぞれ寄港。
11月4日小樽、10日片岡湾、12日武蔵湾にそれぞれ寄港。武蔵湾在泊中の16日、北日本汽船は大阪商船と合併。23日擢鉢湾に寄港。
12月15日片岡湾、23日武蔵湾にそれぞれ寄港。
1944年（昭和19年）1月19日釧路、25日室蘭、31日六連にそれぞれ寄港。
2月2日大阪、4日相生にそれぞれ寄港。7日から3月30日まで播磨造船所で入渠修理を実施。
4月1日徳山、7日門司、9日美保関、10日舞鶴、13日大湊、14日室蘭、24日大湊にそれぞれ寄港。
5月3日片岡湾に寄港。5日、神風の護衛を受け大湊へ向け幌筵発。10日大湊、同日函館、13日大湊、19日小樽にそれぞれ寄港。20日、ネ船団に加入し松輪島へ向け小樽発。24日、松輪島着。31日、復航ネ船団に参加して松輪島を出港したが、陸軍輸送船まどらす丸（南洋海運、3,802トン）、特設運送船興東丸（三光汽船、1,053トン）がアメリカ潜水艦バーブの雷撃により、輸送船北洋丸（栗林商船、1,590 トン）と唯一の護衛艦だった海防艦石垣がアメリカ潜水艦ヘリングの雷撃によりそれぞれ撃沈され、船団で唯一生き残った岩木丸は松輪島の大和湾に引き返した。
6月1日、大和湾に入港した岩木丸は停泊中、岩木丸を追って湾内に侵入したヘリングの攻撃を受けて魚雷2本が命中し、沈没した。沈没の際、船員30名が戦死した。
なお、その後へリングは同じく停泊していた陸軍船日振丸（山下汽船、4,366 トン）を撃沈したが、触礁したため浮上して後進を開始したところ、同じく湾内に停泊していた陸軍船紅海丸（大阪商船、1,273 トン）と松輪島砲台による銃砲撃を受け、松輪島砲台から発射された砲弾が命中し沈没した。
7月31日、解傭。